# Чемпионат мира по волейболу среди женских клубных команд 2015
9-й чемпионат мира по волейболу среди женских клубных команд прошёл с 6 по 10 мая 2015 года в Цюрихе (Швейцария) с участием 6 команд. Чемпионский титул выиграла турецкая команда «Эджзаджибаши» (Стамбул).

## Команды-участницы
«Волеро» (Цюрих, Швейцария) — команда страны-организатора;
 «Эджзаджибаши» (Стамбул, Турция) — победитель Лиги чемпионов ЕКВ 2015;
 «Хисамицу Спрингс» (Кобе, Япония) — победитель чемпионата Азии среди клубных команд 2014;
 «Рексона-Адес» (Рио-де-Жанейро, Бразилия) — победитель чемпионата Южной Америки среди клубных команд 2015;
 «Мирадор» (Санто-Доминго, Доминиканская Республика) — по приглашению организаторов (представитель NORCECA);
 «Динамо» (Краснодар, Россия) — по приглашению организаторов.

## Система проведения чемпионата
6 команд-участниц на предварительном этапе были разбиты на две группы. 4 команды (по две лучшие из групп) вышли в плей-офф и по системе с выбыванием определили призёров чемпионата. 
Первичным критерием при распределении мест в группах являлось общее количество очков, затем общее количество побед, соотношение выигранных и проигранных партий, соотношение мячей, результаты личных встреч. За победы со счётом 3:0 и 3:1 команды получали по 3 очка, за победы 3:2 — по 2, за поражения — 2:3 — по 1, за поражения 0:3 и 1:3 очки не начислялись.

## Предварительный этап

### Группа A
| М | Команда        | 1   | 2   | 3   | И | В | П | С/П | О |
| - | -------------- | --- | --- | --- | - | - | - | --- | - |
| 1 | «Рексона-Адес» |     | 3:1 | 3:0 | 2 | 2 | 0 | 6:1 | 6 |
| 2 | «Волеро»       | 1:3 |     | 3:1 | 2 | 1 | 1 | 4:4 | 3 |
| 3 | «Мирадор»      | 0:3 | 1:3 |     | 2 | 0 | 2 | 1:6 | 0 |

6 мая: «Волеро» — «Мирадор» 3:1 (20:25, 25:17, 25:15, 25:15).
7 мая: «Рексона-Адес» — «Волеро» 3:1 (30:28, 25:22, 33:35, 25:22).
8 мая: «Рексона-Адес» — «Мирадор» 3:0 (25:14, 25:19, 25:18).

### Группа В
| М | Команда            | 1   | 2   | 3   | И | В | П | С/П | О |
| - | ------------------ | --- | --- | --- | - | - | - | --- | - |
| 1 | «Эджзаджибаши»     |     | 3:0 | 2:3 | 2 | 1 | 1 | 6:0 | 4 |
| 2 | «Динамо» Краснодар | 0:3 |     | 3:1 | 2 | 1 | 1 | 3:4 | 3 |
| 3 | «Хисамицу Спрингс» | 3:2 | 1:3 |     | 2 | 1 | 1 | 4:5 | 2 |

6 мая: «Хисамицу Спрингс» — «Эджзаджибаши» 3:2 (12:25, 28:26, 25:20, 19:25, 15:11).
7 мая: «Эджзаджибаши» — «Динамо» 3:0 (25:22, 26:24, 25:19).
8 мая: «Динамо» — «Хисамицу Спрингс» 3:1 (21:25, 25:21, 25:14, 25:18).

## Плей-офф

### Полуфинал
9 мая
 «Эджзаджибаши» —  «Волеро»
3:1 (25:17, 25:22, 18:25, 34:32).
 «Динамо» (Краснодар) —  «Рексона-Адес»  
3:1 (25:21, 25:27, 25:23, 25:21).

### Матч за 3-е место
10 мая
 «Волеро» —  «Рексона-Адес» 
3:0 (25:21, 25:17, 25:18).

### Финал
| 10 мая 2015 | \| «Эджзаджибаши» (Стамбул) \| 3:1 fivb.org \| «Динамо» (Краснодар) \| \| Асуман Каракоюн (4) Джордан Ларсон-Бёрбак (20) Кристиане Фюрст (11) Гёзде Йылмаз (13) Неслихан Демир-Гюлер (18) Майя Поляк (12) Дилара Багджи (л) Бетания де ла Крус де Пенья (4) Эсра Гюмюш \| Голы \| Фабиола (1) Любовь Соколова (3) Татьяна Кошелева (13) Фе Гарай (10) Наталья Дианская (3) Юлия Подскальная (10) Светлана Крючкова (л) Мария Бибина (л) Марина Марюхнич (5) Александра Пасынкова (3) Наталья Ходунова Росир Кальдерон (12) Ирина Филиштинская (1) Екатерина Кривец \| | Цюрих Saalsporthalle 1550 зрителей |
| Счёт по партиям — 25:16, 25:21, 24:26, 25:19. Время матча — 1 час 58 минут. Судьи: Сусана Родригес Хатива, Филипп Шурман.                                                                    | | |
| «Эджзаджибаши» (Стамбул) | 3:1 fivb.org | «Динамо» (Краснодар) |
| Асуман Каракоюн (4) Джордан Ларсон-Бёрбак (20) Кристиане Фюрст (11) Гёзде Йылмаз (13) Неслихан Демир-Гюлер (18) Майя Поляк (12) Дилара Багджи (л) Бетания де ла Крус де Пенья (4) Эсра Гюмюш | Голы | Фабиола (1) Любовь Соколова (3) Татьяна Кошелева (13) Фе Гарай (10) Наталья Дианская (3) Юлия Подскальная (10) Светлана Крючкова (л) Мария Бибина (л) Марина Марюхнич (5) Александра Пасынкова (3) Наталья Ходунова Росир Кальдерон (12) Ирина Филиштинская (1) Екатерина Кривец |

## Итоги

### Положение команд
| «Эджзаджибаши» (Стамбул)           |
| «Динамо» (Краснодар)               |
| «Волеро» (Цюрих)                   |
| 4. «Рексона-Адес» (Рио-де-Жанейро) |
| 5—6. «Хисамицу Спрингс» (Кобе)     |
| 5—6. «Мирадор» (Санто-Доминго)     |

### Призёры
«Эджзаджибаши» (Стамбул): Бетания де ла Крус де Пенья, Гюльден Каялар-Кузубашиоглу, Шейма Эрджан, Джейлан Арысан, Дилара Багджи, Асуман Каракоюн, Бюшра Джансу, Джордан Ларсон, Нилай Оздемир, Эсра Гюмюш, Кристиане Фюрст, Гёзде Йылмаз, Неслихан Демир-Гюлер, Майя Поляк. Главный тренер — Джованни Капрара.
  «Динамо» (Краснодар): Наталья Ходунова, Жозефа Фабиола Алмейда ди Соуза Алвес (Фабиола), Марина Марюхнич, Любовь Соколова, Светлана Крючкова, Мария Бибина, Екатерина Кривец, Татьяна Кошелева, Росир Кальдерон Диас, Ирина Филиштинская, Александра Пасынкова, Фернанда Гарай Родригис (Фе Гарай), Наталья Дианская, Юлия Подскальная. Главный тренер — Константин Ушаков.
  «Волеро» (Цюрих): Евгения Нюхалова, Лаура Унтернерер, Надя Нинкович, Добриана Рабаджиева, Олеся Рыхлюк, Сильвия Попович, Наталья Мамедова, Натали Хагглунд, Рэчел Санчес Перес, Кортни Томпсон, Инес Гранворка, Эмили Хартонг, Анна Куприянова, Ана Грбач. Главный тренер — Авитал Селинджер.

### Индивидуальные призы
| - MVP Джордан Ларсон («Эджзаджибаши») - Лучшая связующая Фабиола («Динамо» Кр.) - Лучшие центральные блокирующие Майя Поляк («Эджзаджибаши») Карол («Рексона-Адес») - Лучшая диагональная нападающая Олеся Рыхлюк («Волеро») | - Лучшие нападающие-доигровщики Фе Гарай («Динамо» Кр.) Татьяна Кошелева («Динамо» Кр.) - Лучшая либеро Сильвия Попович («Волеро») |